# Templo de Ramsés II (Abu Simbel)

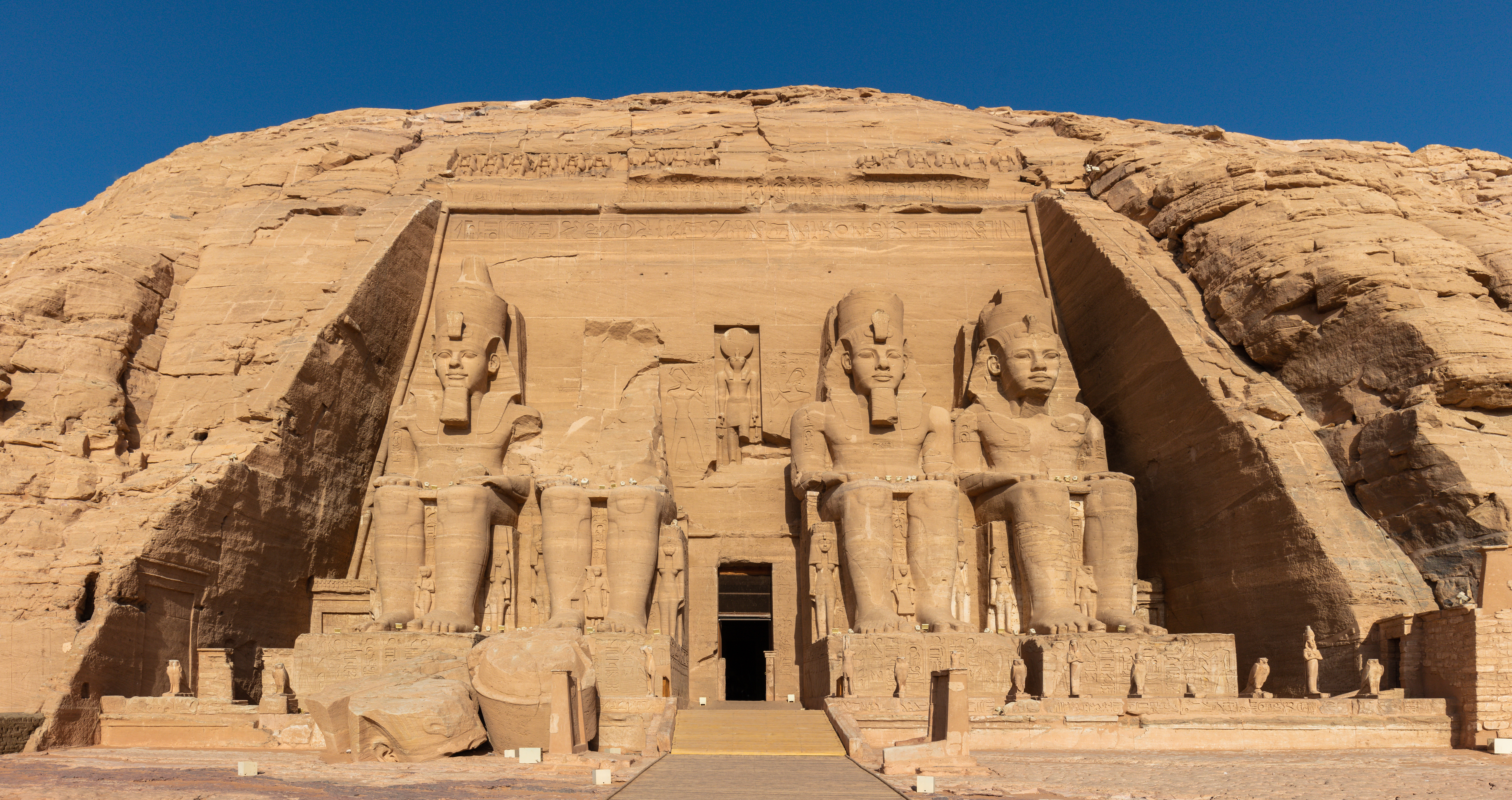
Vista frontal del Templo de Ramsés II en Abu Simbel con sus cuatro colosos custodiándolo.

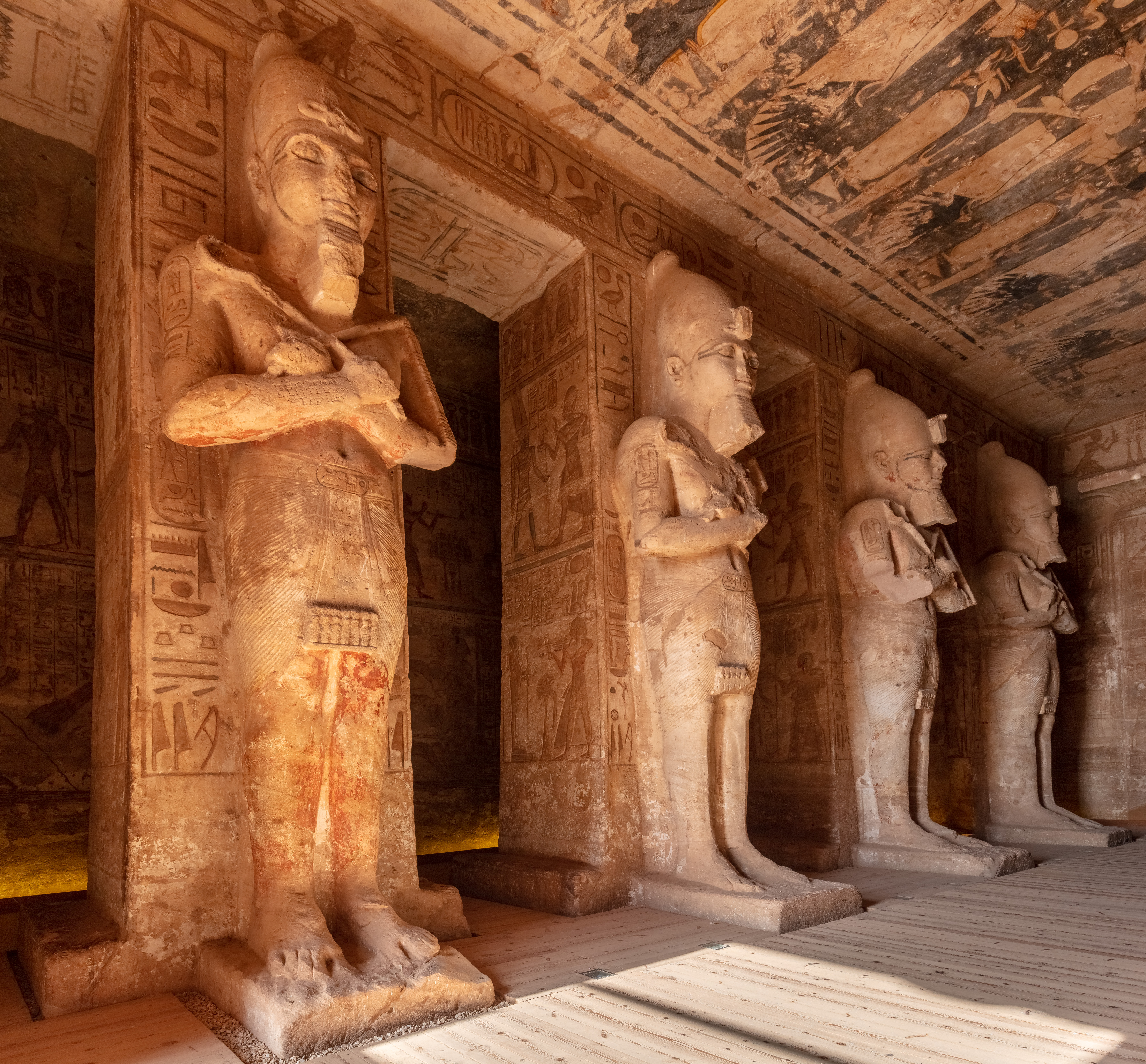
Vista del interior.

El templo de Ramsés II o templo Mayor de Abu Simbel es un templo funerario de tipo speos construido bajo el mandato del tercer faraón egipcio de la Dinastía XIX, Ramsés II. Está considerado como uno de los más célebres de todo Egipto. Forma parte, junto con el templo de Nefertari, del complejo de Abu Simbel.  

## Ubicación
El templo está situado al sur de Egipto, en la ribera occidental del lago Nasser, a unos 231 km al suroeste de Asuán, cerca de la frontera nacional con Sudán.
Se halla en la región histórica de Nubia y es parte del complejo Museo al Aire Libre de Nubia y Asuán que fue declarado Patrimonio de la Humanidad por la Unesco en 1979.

## Historia

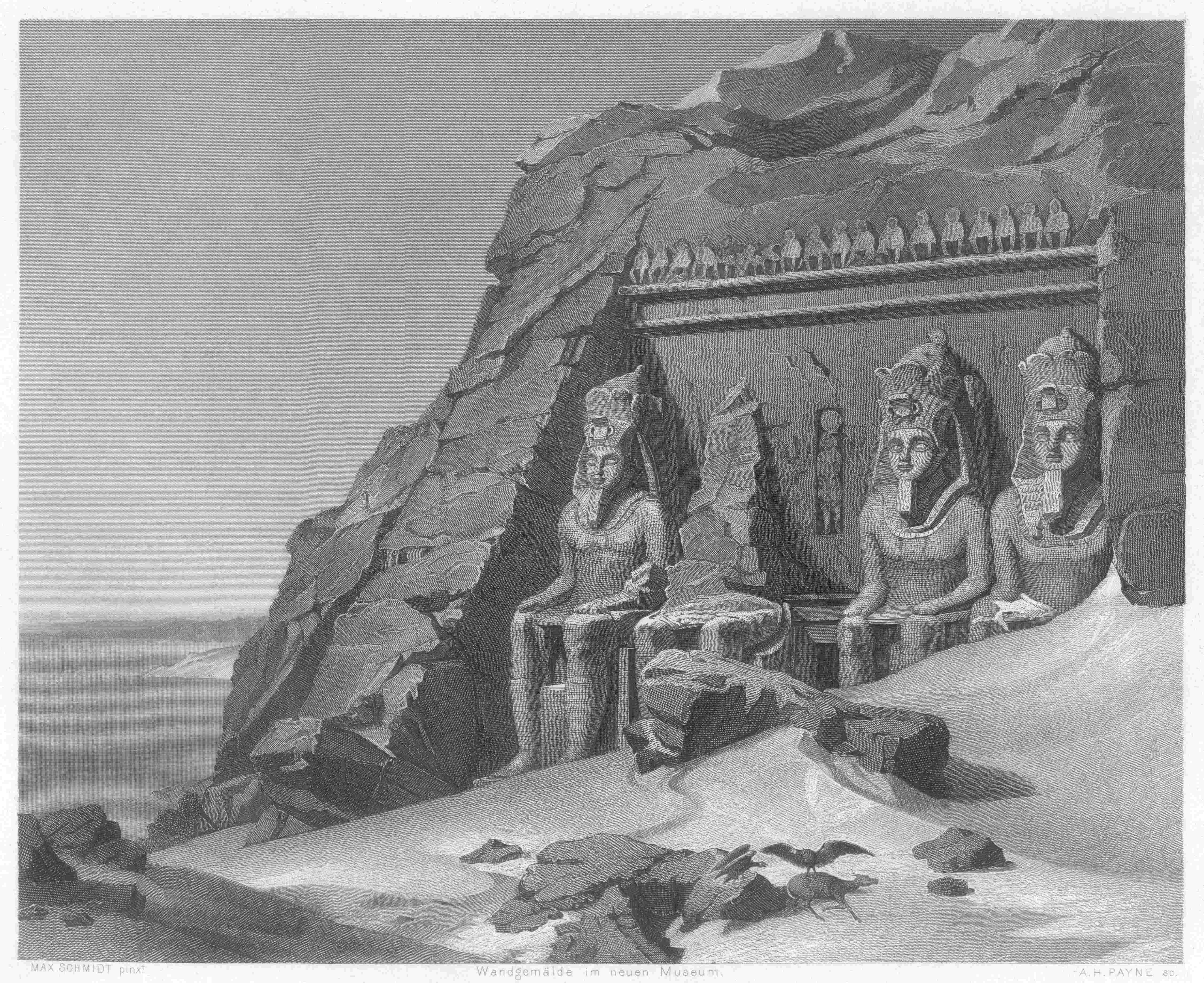
Grabado del Templo de Ramsés II del año 1850.

El templo se empezó a esculpir hacia el año 1264 a. C. y se finalizó, veinte años después, hacia el año 1244 a. C. Es uno de los seis templos excavados en la roca que se edificaron en Nubia durante el largo reinado de Ramsés II. Abandonado durante siglos, el suizo J. L. Burckhardt lo visitó en 1813 y a su vuelta a Europa narró su descubrimiento al explorador italiano Giovanni Belzoni, el cual viajó al lugar, pero no pudo acceder al templo, por lo que volvió en 1817, despejó la entrada y se llevó todos los objetos que encontró y pudo transportar.
Como consecuencia de la construcción de la presa de Asuán en 1964, el templo de Ramsés y el de Nefertari se desmantelaron para volver a ser reconstruidos en una zona próxima, 65 metros más alta y unos 200 metros más alejada.

## Arquitectura
- El templo es una construcción de tipo speos (edificación excavada en la roca).
- Altura de la fachada: 30-33 metros aproximadamente.
- Anchura de la fachada: 38 metros.
- En la fachada están esculpidas cuatro estatuas colosales de Ramsés II sentado en su trono con el nemes y la doble corona del Alto y Bajo Egipto. Sin embargo, de la segunda estatua sentada sólo conserva la mitad de cuerpo, con la cabeza partida en dos en el suelo y boca abajo. Posiblemente, este coloso se habría roto poco después de la construcción del templo.
- Cada estatua mide 22 metros de altura.
- A los pies de las cuatro figuras se encuentran diversas estatuas menores de varios miembros de la familia del faraón: 
  - Tuya, madre de Ramsés II, y el príncipe Amonhorjepeshef (primer coloso de la izquierda).
  - Las princesas Bentata, Nebettaui y Senefra (segundo coloso de la izquierda).
  - La reina Nefertari, la princesa Baketmut y el príncipe Riamsese (primer coloso de la derecha).
  - La princesa Meritamón, Tuya y Nefertari (segundo coloso de la derecha).
- El interior del templo se divide en diversas estancias: santuario, sala de ofrendas, pequeñas salas contiguas, pronaos, vestíbulo y el templo solar.

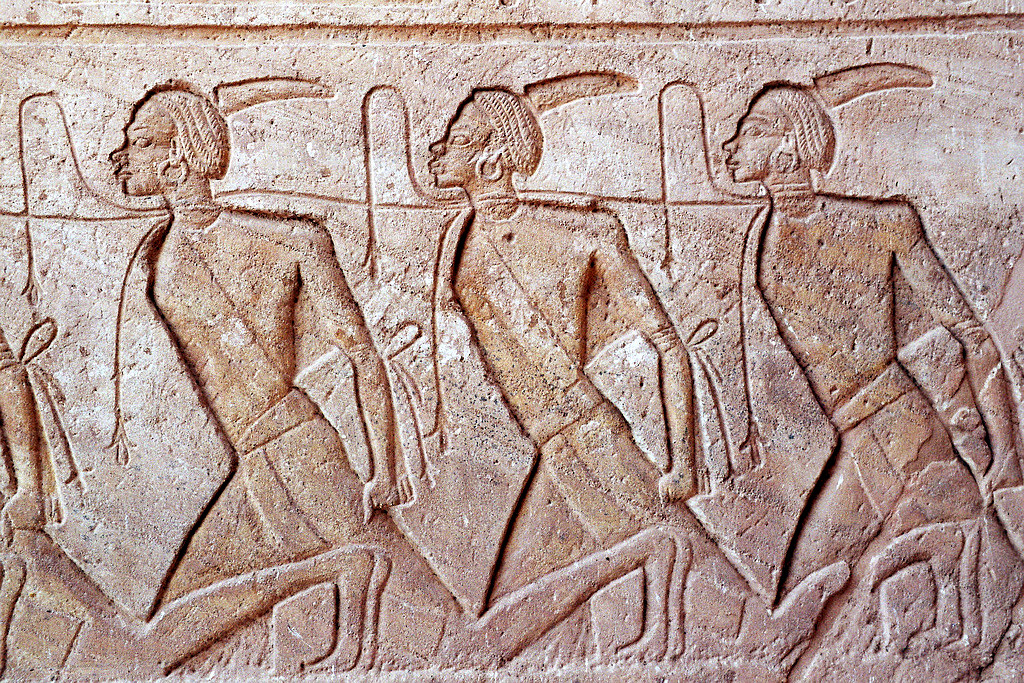
Prisioneros nubios capturados por el ejército egipcio.
Templo de Abu Simbel.

La parte interior del templo tiene una distribución similar a la de la mayoría de los templos del antiguo Egipto, con salas de tamaño menor cuanto más cerca del santuario. La primera sala contiene ocho estatuas de Ramsés II elevado a la categoría de dios, tomando la forma de Osiris. Estas estatuas están adosadas a las columnas. En las paredes se pueden ver grabados que representan escenas de las victorias egipcias en Libia, Siria y Nubia. El santuario contiene tres estatuas de los dioses Ra, Ptah y Amón, y una de Ramsés, todas en posición sedente.
El templo está construido de forma que durante los días 21 de febrero y 21 de octubre, los rayos solares penetran hasta el santuario, situado al fondo del templo, e iluminan las caras de Amón, Ra y Ramsés, quedando solo la cara del dios Ptah en penumbra, pues era considerado el dios de la oscuridad. Se cree que estas fechas corresponden a los días del cumpleaños del rey y de su coronación, respectivamente, aunque no existen datos que lo corroboren. O posiblemente también, estos días correspondían, respectivamente, al inicio de dos estaciones para los egipcios: la de peret (germinación de las semillas) y shemu (recolección de la cosecha). Tras el desplazamiento del templo, el fenómeno solar ocurre dos días más tarde de la fecha original.

## Simbología
El templo está dedicado a los dioses Ra, Amón y Ptah. Se construyó con el objetivo de impresionar a los enemigos nubios de Egipto y mostrar la grandeza del reino.

## Patrimonio de la Humanidad
Forma parte del Museo al Aire Libre de Nubia y Asuán, declarado Patrimonio de la Humanidad por la Unesco en 1979 con el nombre de Monumentos de Nubia de Abu Simbel a File.